# 秋津透
秋津 透（あきつ とおる、1960年2月16日 - ）は、東京都出身のライトノベル作家。
早稲田大学文学部卒。公務員として勤務の合間に創作を行い、自作を同人誌で発表し続ける。その作品が編集者に見いだされ、1988年に『魔獣戦士ルナ・ヴァルガー』（角川スニーカー文庫）でプロデビューを果たす。以後商業誌・同人誌両面で精力的に執筆を行う。2015年現在、株式会社トミーウォーカーのPBW「ケルベロスブレイド」のMS（ゲームマスター）として参加中。

## 作品
- ヴァルガーシリーズ
  - 魔獣戦士ルナ・ヴァルガー（角川書店・角川スニーカー文庫） あろひろし、つなき亜樹
  - 魔獣戦記ネオ・ヴァルガー（角川書店・角川スニーカー文庫）　平野俊弘
- 星間特捜エンジェルバーズシリーズ（角川書店・角川スニーカー文庫） 真鍋譲治[注 1]、北野芳喜
  1. 要塞衛星ダモクレスの槍
  2. 無法星系ナーガの嵐 上
  3. 無法星系ナーガの嵐 下
- 機獣神ブラスルーン（角川書店・角川ファンタジーノベル） 毛羽毛現
  1. 1990年06月 ISBN 978-4-04-781901-6 「野性時代」1990年2月号掲載
  2. 1991年02月 ISBN 978-4-04-781902-3 「野性時代」1991年2月号掲載
  3. 1991年10月 ISBN 978-4-04-781903-0
  4. 1992年10月 ISBN 978-4-04-781904-7
  5. 1994年10月 ISBN 978-4-04-781905-4
  6. 1995年10月 ISBN 978-4-04-781906-1
  7. 1996年02月 ISBN 978-4-04-781907-8

  - 「二王子遭遇」 外伝 角川ファンタジーノベルズ『新ファンタジー王国I』に書下ろし収録。機獣神ブラスルーン7巻に再録。
1巻以前の時点の出来事を描く。
- 閃光戦隊ジュエルスターズ（富士見書房・富士見ファンタジア文庫） 新田真子
- 究極蛮人ダンジョーVシリーズ（富士見書房・富士見ファンタジア文庫） こばやしひよこ
  1. 巻の1
  2. 巻の2
  3. 巻の3
- 女王陛下シリーズ（小学館・キャンバス文庫、現在[いつ?]は同人誌で継続中） 藤田和子
- 反機星オルガ（KKベストセラーズ・プレリュード文庫） 梅津泰臣
  1. 反機星（リーベルスター）オルガ
  2. 神を還す者―反機星（リーベルスター）オルガ・神殿（テンプル）編
  3. 深淵の魔女王―反機星（リーベルスター）オルガ・水国（アクア）編
- 放課後宇宙戦争 オフタイム・スペースバトル（エンターブレイン・ファミ通文庫） むっちりむうにい
  1. 適合指数99.9999999（ナインスナイン）
  2. 太陽系不正規艦隊（イレギュラーズ）
  3. 銀河分け目の大決戦（グレート・ウォー）
  4. 喪われた秘宝を求めて
  5. 幻霊への直接連結
  6. 放課後宇宙戦士の災難
- 聖王の罪業―魔王ヴァーラの物語 （角川書店・スニーカーブックス） 田口順子
- ハルピュイア奮戦記（角川春樹事務所・ハルキ文庫） 草彅琢仁
  1. 翼の誕生
  2. 翼の決断
- ソフティカ･リップ放浪記『マップス・シェアードワールド―翼あるもの―』（ソフトバンククリエイティブ・GA文庫）
- まんちゃーだ妖異譚（角川書店・角川スニーカー文庫） 毛羽毛現
  1. クリムゾン・ナイトメア 紅の凶夢
  2. カラミティ・プリンセス―災の凶姫
- 狼面司祭（ビーストプリースト）（エンターブレイン・ファミ通文庫） 紫雨陽樹
  1. 真紅のピュリテー
  2. 深紫のミューネー
  3. 黄金のデュファイライ
- 闘鬼風雲録（バトルボーイダイアリー）（エンターブレイン・ファミ通文庫） むっちりむうにい
- イサベル姫 駆落っ! 藤田和子